# 内蒙古广播电视台
内蒙古广播电视台，是内蒙古自治区一家主要从事广播电视节目制作、播出的特大型区属事业单位。

## 历史
1969年10月1日，内蒙古電視台漢語節目开播。
1976年10月2日，内蒙古電視台蒙古语節目开播。
1979年5月1日，内蒙古電視台開始採用PAL-D制式播出彩色電視節目。
1987年，内蒙古彩电中心落成。由于内蒙古地域宽广，因此其微波电路传输干支线也是全国最长的微波电路传输干支线之一。
1997年1月1日，内蒙古電視台蒙古语、汉语卫星频道开通。
2001年5月1日，内蒙古经济电视台、内蒙古有线电视台与内蒙古电视台合并。
2016年6月17日，内蒙古人民广播电台和内蒙古电视台合并为内蒙古广播电视台。是中华人民共和国内蒙古自治区的省级国营广播电视机构，由内蒙古人民广播电台和内蒙古电视台合并组建，为自治区政府直属事业单位，接受中共内蒙古自治区党委宣传部领导。

## 服务

### 电视频道
内蒙古广播电视台的电视服务源于1960年4月成立的内蒙古电视台，1969年10月1日试播，现有9个电视频道。
| 頻道名稱       | 语言           | 广播格式                         | 啟播時間                                                             | 频道前身                                                | 備註 | 備註 |
| 汉语卫视       | 普通話         | SDTV: 576i 16:9 HDTV: 1080i 16:9 | 标清版：1969年10月1日（开播） 1997年1月1日（上星） 高清版：2017年1月 | 内蒙古电视台汉语10频道 内蒙古电视台汉语新闻综合频道     |      |      |
| 蒙古语卫视     | 蒙古语         | SDTV: 576i 16:9 HDTV: 1080i 16:9 | 标清版：1976年10月2日（开播） 1997年1月1日（上星） 高清版：2017年1月 | 内蒙古电视台蒙古语26频道 内蒙古电视台蒙古语新闻综合频道 |      |      |
| 新闻综合频道   | 普通話         | SDTV: 576i 16:9 HDTV: 1080i 16:9 | 2004年5月1日                                                         | 内蒙古有线电视二台                                      |      |      |
| 文体娱乐频道   | 普通話         | SDTV: 576i 16:9 HDTV: 1080i 16:9 | 2000年10月                                                           |                                                         |      |      |
| 经济生活频道   | 普通话         | SDTV: 576i 16:9 HDTV: 1080i 16:9 | 1999年10月1日                                                        |                                                         |      |      |
| 农牧频道       | 普通話         | SDTV: 576i 16:9 HDTV: 1080i 16:9 | 2016年3月1日                                                         | 内蒙古有线电视一台 内蒙古电视台影视剧频道               |      |      |
| 少儿频道       | 普通話、蒙古语 | SDTV: 576i 16:9 HDTV: 1080i 16:9 | 2005年1月1日                                                         | 内蒙古电视台科技教育频道                                |      |      |
| 蒙古语文化频道 | 蒙古语         | SDTV: 576i 16:9 HDTV: 1080i 16:9 | 2012年1月1日                                                         |                                                         |      |      |
| 三佳购物频道   | 普通话         | SD: PAL 576i 4:3                 |                                                                      |                                                         |      |      |

### 广播频率
内蒙古广播电视台的广播服务源于1950年9月17日成立的内蒙古人民广播电台，现有8个广播频率。
| 頻道名稱         | 语言   | 频道频率                                  | 啟播時間      | 频道前身                                                        | 備註                                             |
| 蒙语新闻综合广播 | 蒙古语 | AM1098 AM1458 SW4785 SW7210 SW9750 FM95.9 | 1950年9月17日 |                                                                 |                                                  |
| 汉语新闻综合广播 | 普通話 | FM89.0 AM675                              | 1950年9月17日 |                                                                 |                                                  |
| 新闻广播         | 普通话 | FM95.0（自2011年2月）                     | 2007年1月1日  |                                                                 |                                                  |
| 交通之声         | 普通话 | FM105.6                                   | 1987年7月31日 | 内蒙古人民广播电台调频立体声广播（1987年7月31日-2003年3月31日） |                                                  |
| 音乐之声         | 普通话 | FM93.6                                    | 1999年5月1日  |                                                                 |                                                  |
| 经济生活广播     | 普通话 | FM101.4                                   |               |                                                                 |                                                  |
| 评书曲艺广播     | 普通话 | FM102.8                                   | 2006年3月27日 |                                                                 |                                                  |
| 蒙语对外广播     | 蒙语   | FM91.9                                    | 2013年3月1日  | 内蒙古人民广播电台草原之声                                      | 对外宣传广播频率。                               |
| 农村牧区广播     | 普通话 | FM91.9                                    | 2008年3月1日  | 内蒙古人民广播电台绿野之声                                      | 2007年9月经国家广电总局批准建立，2008年1月试播。 |

## 争议
2018年8月20日，内蒙古广播电视台原党委书记、原台长赵春涛落马，同年12月因涉嫌受贿罪、单位受贿罪、巨额财产来源不明罪、故意伤害罪和包庇、纵容黑社会性质组织罪被逮捕。2019年12月1日，趙春濤被法院判刑18年。此外，内蒙古广播电视台因未严格管理新闻记者和新闻单位驻地方机构，致使原内蒙古电视台驻中部记者站站长苗迎春通过操纵舆论工具进行违法活动，严重破坏经济社会秩序，遭国家新闻出版署行政警告、并处3万元罚款的行政处罚，暂停核发新闻记者证。